# مایکل ریسپولی
مایکل ریسپولی (انگلیسی: Michael Rispoli؛ زادهٔ ۲۷ نوامبر ۱۹۶۰) یک بازیگر سینما، و هنرپیشه اهل ایالات متحده آمریکا است.
از فیلم‌ها یا برنامه‌های تلویزیونی که وی در آن نقش داشته است می‌توان به کیک-اس، هواشناس، قلب‌های تنها، رنج و گنج، خاطرات عجیب و غریب، گرفتن پلهام ۱۲۳، خانواده ریونیون، آتشفشان، شکست‌ناپذیر، احساس مینه‌سوتا، به سوی خانه ۲، سومین معجزه، هیئت منصفه، یک پلیس سرسخت، مقدسین خانواده و سرقت از اوباش اشاره کرد.